# Zorica Kondža
Zorica Kondža, född 25 juni 1960 i Split, är en kroatisk sångerska. Hon är gift med sångaren och kompositören Joško Banov.
Kondža var sångerska i gruppen Stijene 1981-1984 och släppte tre album tillsammans med dem. Hon har därefter haft en solokarriär och släppte sitt första album, Ti si moj, 1994.
Kondža deltog i den jugoslaviska uttagningen till Eurovision Song Contest 1990 då hon tillsammans med Oliver Dragojević framförde balladen Sreća je tamo gdje si ti. De kom på 3:e plats bakom Boris Novković och vinnaren Tajči. Kondža har även deltagit i den kroatiska uttagningen fyra gånger; Hon deltog i landets första uttagning 1993 och kom på 4:e plats med bidraget Nema mi do tebe. Hon deltog igen året därpå och kom igen på 4:e plats med bidraget Ti si moj. Hon deltog igen 1998 med bidraget Nebo (7:e plats) och 2006 med Za tobom luda (semifinal).
Kondža har sedan 1981 varit en ständigt återkommande artist i Splitfestivalen.

## Diskografi

### Med Stijene
- Cementna prašina (1981)
- Jedanaest i petnaest (1982)
- Balkanska Korida (1983)

### Solo
- Ti si moj (1994)
- Hodajmo po zvijezdama (2001)
- Zlatna kolekcija (2004)